# Waldschaf
Das Waldschaf ist eine gefährdete alte mischwollige Hausschafrasse, welche überwiegend in Deutschland, Tschechien und Österreich beheimatet ist. Es gehört zum sehr alten Typ des Zaupelschafs, das direkt auf die Urform der westeuropäischen Hausschafe zurückgeht.
Den Namen „Waldschaf“ erhielt es aufgrund seines Verbreitungsgebietes im Mittelgebirge des Bayerischen Waldes, des Böhmerwaldes sowie des Mühl- und Waldviertels. Es galt als das typische Schaf der sogenannten Waldner, also der kleinen Bauernhöfe in den waldreichen Gebirgsregionen Süddeutschlands und Schlesiens.

## Aussehen
Das Waldschaf ist ein kleines bis mittelgroßes, vorwiegend weißes Schaf. Es gibt jedoch auch schwarze, graue, braune und gescheckte Tiere. Bei weißen Schafen treten an unbewollten Stellen, besonders am Kopf, oft dunkle Pigmentflecken auf. Ausgewachsene Widder erreichen eine Widerristhöhe von ca. 65 bis 70 Zentimeter und ein Gewicht von 55 bis 80 Kilogramm. Weibliche Tiere sind mit einer Höhe von 60 bis 65 Zentimeter bei einem Körpergewicht von 35 bis 60 Kilogramm kleiner und leichter. Der relativ kurze Kopf mit Schaupe (bewollte Stirn) ist meist gerade, bei den Widdern teilweise auch leicht geramst (gewölbt). Die kleinen Ohren der Waldschafe stehen beinahe waagrecht vom Kopf ab. Männliche und weibliche Tiere können sowohl behornt als auch unbehornt sein. Waldschafe sind feingliedrig und besitzen einen langen, bewollten Schwanz.
Charakteristisch für das Waldschaf ist seine Mischwolle, bestehend aus grobem Kurz- oder Stichelhaar, Grannen- oder Langhaar und feinen Wollfasern. Letztere machen den Hauptbestandteil der Mischwolle aus, welche sich durch die jahrhundertelange Anpassung der Waldschafe an die rauen klimatischen Verhältnisse der Mittelgebirgsregion entwickelte. Der relativ hohe Anteil an Wollfasern unterscheidet die vom Zaupelschaf abstammenden Waldschafe von anderen alten Rassen wie dem Steinschaf oder dem Brillenschaf. Die feinen Wollfasern schützen die Schafe vor Hitze und Kälte. Die überstehenden Grannenhaare lassen das Schaf zottelig aussehen, weshalb es im Mühlviertel manchmal auch das „Zoderte“ genannt wurde. Das durch Muskeln an den Haarwurzeln mögliche Aufrichten der Kurzhaare (Vgl. Gänsehaut beim Menschen) bewirkt eine Lockerung und somit eine bessere Trocknung des Vlieses. Bei Widdern beträgt der jährliche Wollertrag ca. 3,5 Kilogramm, bei weiblichen Tieren etwa 3 Kilogramm.

## Geschichte
Das Waldschaf stammt vom ausgestorbenen Zaupelschaf unter geringfügiger Einkreuzungen anderer Landrassen ab. Das mischwollige Zaupelschaf war einst die dominierende Rasse in Süddeutschland, Böhmen, Mähren und im gesamten Alpenraum. 
Der Begriff „Waldlerschaf“ wurde zum ersten Mal 1890 erwähnt, als bereits regional zwischen Waldlerschaf (in Bezug auf den Bayerischen Wald) und Steinschaf (Alpenregion) unterschieden wurde. Eng verwandt ist das Šumavská-Schaf aus Böhmen, zudem das Cikta-Schaf aus Ungarn.
Ein weiter Rückgang der Population wurde verzeichnet, als industriell gefertigte Textilien verfügbar wurden und sich die Verarbeitung der Mischwolle des Waldschafes immer weniger lohnte.

### Zuchtgeschichte
In den 1980er Jahren wurden in Bayern die ersten Erhaltungsmaßnahmen eingeleitet. Zu Beginn standen etwa 60 Tiere aus 10 Restpopulationen aus Bayern, knapp 20 Šumavská-Schafe aus der Tschechoslowakei und 15 Tiere aus einer österreichischen Restherde zur Zucht zur Verfügung. Später wurden noch sechs weitere Bestände in Österreich entdeckt. Durch die Zuchtauswahl nach herkömmlichen Leistungskriterien stieg die Inzucht zunächst bis 1999 unnötig an, was die Abnahme der effektiven Population zur Folge hatte. Die Inzuchtsteigerung von Generation zu Generation lag mit 2,5 % weit über der für gefährdete Rassen maximal verträglichen Grenze von 1 %. Die effektive Population ging auf 20 zurück, sollte jedoch, um den Erhalt zu sichern, bei mindestens 50 liegen.
1992 hat die Kreisgruppe Freyung-Grafenau des Bundes Naturschutz in Zusammenarbeit mit dem Freilichtmuseum Finsterau einen kleinen Bestand von Waldschafen aufgebaut und als Herdbuchtiere geführt. Gemeinsam mit dem Freilichtmuseum Massing hat es viele Jahre einen Zuchtbock gehalten.
Durch Aufbau eines internationalen Abstammungsbuches in Österreich zwischen 1996 und 1999 sowie die dadurch möglichen gezielten Maßnahmen wie strenge Anpaarungszucht nach Inzuchtberechnung entspannte sich die Lage. Ab 2002 wurde in Österreich die Zucht nach diesem strengen Generhaltungsprogramm durch eine erhöhte Förderung unterstützt. So konnten in Österreich im Jahr 2002 710 Mutterschafe und 70 Zuchtböcke im Generhaltungsprojekt geführt werden. In Bayern gab es 2004 896 Herdbuchtiere.
Im Mai 2009 lag die Inzuchtsteigerung im österreichischen Generhaltungsprojekt weit unter 1 % und die effektive Population deutlich über 50 Tieren.

## Verbreitung
Das Waldschaf ist inzwischen in fast allen österreichischen Bundesländern verbreitet. Die Hauptzuchtgebiete liegen jedoch im ursprünglichen Verbreitungsgebiet, weshalb sie einerseits im oberösterreichischen Mühlviertel und andererseits im niederösterreichischen Waldviertel vermehrt vorzufinden sind. Im Jahr 2009 wurden laut Herdbuch in Österreich insgesamt 1189 Tiere geführt. Im deutschen Raum ist das Waldschaf in seinem Ursprungsgebiet, dem Bayerischen Wald, vermehrt anzutreffen.

## Lebensweise
Das Waldschaf hat sich im Laufe der Zeit an die rauen Bedingungen der Mittelgebirgsregion angepasst. Es ist wetterunempfindlich, genügsam, robust, leichtfuttrig, hat unempfindliche Euter und Klauen und ist somit wenig anfällig gegenüber Krankheiten und Parasiten.
Waldschafe haben ein ruhiges Gemüt und weiden in geschlossenen Gruppen.

### Ernährung
Das Waldschaf ist eine sehr genügsame und leichtfuttrige Rasse, die das Grundfutter bestens ausnutzen kann. Die Tiere sind auf die Raufutterverwertung spezialisiert, weshalb eine Aufzucht ohne Kraftfutter möglich und sinnvoll ist. Kraftfutter, Silage aus jüngerem Gras und Kleegras können aufgrund der zu hohen Eiweißkonzentration Krankheiten wie die Breinierenkrankheit (Ursache: Gift von Clostridium perfringens) hervorrufen. Silofutter aus älterem Gras mit geringerem Eiweißgehalt kann jedoch verfüttert werden.
Das Weideverhalten dieser Rasse hat eine wichtige ökologische Bedeutung, da Waldschafe viele von anderen Tieren verschmähte Pflanzen fressen und somit zur Kontrolle des Bewuchses eingesetzt werden können.

### Fortpflanzung
Waldschafe haben einen asaisonalen Brunstzyklus mit einer Häufung von Geburten im Winter. Die Tiere sind frühreif und weisen eine Fruchtbarkeit von ca. 180 % sowie eine hohe Aufzuchtrate auf. Nach 4 Monaten werden die Jungwidder von der Mutter getrennt, sie erlangen die Geschlechtsreife mit 4 bis 5 Monaten, die weiblichen Tiere mit 9 bis 15 Monaten. Die erste Lammung erfolgt meist mit 13 Monaten. Waldschafe lammen in der Regel dreimal in zwei Jahren, zum Teil aber auch zweimal pro Jahr, wobei Zwillingsgeburten relativ häufig sind und auch Drillinge vorkommen. Die tägliche Gewichtszunahme der Lämmer liegt bei ca. 180 bis 200 Gramm.
Die Rasse verfügt über die Fähigkeit der Selbstregulation, was bedeutet, dass sich die Zwischenlammzeit und die Anzahl der Lämmer nach der bisherigen Aufzuchtleistung der Muttertiere, deren allgemeinen Gesundheitszustand sowie dem Futterangebot richten.

## Haltung
Waldschafe eignen sich besonders für extensive und biologische Klein- und Nebenerwerbslandwirtschaften, vor allem in den rauen Gebieten des Mittelgebirges. Um die Eigenschaften der Rasse zu erhalten, wird auf eine möglichst ursprüngliche Haltung Wert gelegt. Aufgrund der Asaisonalität wird ein Altwidder ganzjährig bei der Herde gehalten. Waldschafe werden häufig zur Landschaftspflege eingesetzt. Im Allgemeinen wird eine arbeitsextensive (wenig Betreuung, gute Muttereigenschaften) und kostenextensive (kaum Tierarztkosten, kein Futterzukauf) Haltung angestrebt.

### Zuchtziele
Oberstes Zuchtziel ist die Erhaltung der Rasse, deren genetische Vielfalt und Eigenschaften. Von der Zucht ausgeschlossen werden nur Tiere mit Erbfehlern, schlechten Eigenschaften sowie rasseuntypische Tiere.
Waldschafe werden einmalig auf Zuchttauglichkeit begutachtet und im Herdbuch erfasst. In Österreich ist der Schafzuchtverband Oberösterreich die für das Generhaltungsprogramm bundesweit zuständige Organisation.

## Wirtschaftliche Nutzung
Sowohl Wolle, Fell als auch Fleisch des Waldschafes sind verwertbar. Die grobe und filzige Mischwolle eignet sich im Gegensatz zu vielen heutigen Leistungsrassen besonders gut zum Handspinnen, Filzen sowie zur Herstellung von robustem und relativ leichtem Waldschaf-Tweed.
Mittlerweile hat vor allem das Fleisch des Waldschafes zunehmend an Beliebtheit gewonnen. Es ist fein, fettarm und besonders zart und hat keinen unerwünschten, für Schaffleisch sonst typischen, Schafbeigeschmack. 2009 wurde das Waldschaf von der Organisation Slow-Food in die Arche des Geschmacks aufgenommen.

## Gefährdung
Generell zeigt sich eine positive Bestandsentwicklung. In Bayern belief sich der Bestand Ende 2012 auf knapp 1100 Tiere, in Österreich 2008 auf 1032 Tiere. Das Waldschaf zählt jedoch immer noch zu den bedrohten Nutztierrassen und war 2012 in Deutschland und 2007 in Österreich auf der roten Liste in der Kategorie II stark gefährdet beziehungsweise hoch gefährdet.

### Förderungen
- Österreich: laut ÖPUL 2007–2012: 55 € pro Mutterschaf, 120 € pro Widder pro Jahr[17]
- Bayern: ab 2013 25 € pro Tier und Jahr, Höchstförderung 3000 € pro Betrieb[14]

### Aktuelle Projekte
In Niederösterreich, Oberösterreich und im Burgenland finden in Zusammenarbeit mit Landschafts- und Naturschutzbehörden und -organisationen Versuche zur Landschaftspflege statt. In Tirol wurde eigens eine Züchtergemeinschaft zur Verbreitung der Waldschafe zur Almpflege gebildet. In mehrjährigen Versuchen erwiesen sich die alteingesessenen Waldschafe den inzwischen auf Masse gezüchteten Schafrassen im Gelände als überlegen. Im Jahr 2011 wurden ca. 100 Waldschafe zur Almbewirtschaftung aufgetrieben, wobei eine relativ geringe Ausfallsrate von 6 % verzeichnet werden konnte.